# Sebastian Grønning
Sebastian Grønning Andersen (ur. 3 lutego 1997 w Aalborgu) – duński piłkarz występujący na pozycji napastnika w południowokoreańskim klubie Suwon Samsung Bluewings.

## Kariera klubowa

### Aalborg BK
W 2011 roku został przesunięty do pierwszej drużyny Aalborgu BK. Zadebiutował 17 lipca 2016 w meczu Superligaen przeciwko AC Horsens (1:1). Pierwszą bramkę zdobył 7 września 2016 w meczu Pucharu Danii przeciwko Nørresundby BK (1:5).

### Hobro IK
6 lipca 2017 podpisał kontrakt z klubem Hobro IK. Zadebiutował 14 sierpnia 2017 w meczu Superligaen przeciwko Aalborg BK (1:1). Pierwszą bramkę zdobył 29 sierpnia 2017 w meczu Pucharu Danii przeciwko Kolding IF (0:1). Pierwszą bramkę w lidze zdobył 13 maja 2018 w meczu przeciwko SønderjyskE Fodbold (3:2).

### Skive IK
19 lipca 2019 przeszedł do drużyny Skive IK. Zadebiutował 28 lipca 2019 w meczu 1. division przeciwko Næstved BK (3:1). Pierwszą bramkę zdobył 30 sierpnia 2019 w meczu ligowym przeciwko HB Køge (1:1).

### Viborg FF
1 sierpnia 2020 podpisał kontrakt z zespołem Viborg FF. Zadebiutował 1 września 2020 w meczu Pucharu Danii przeciwko MorsØ FC (0:9), w którym zdobył swoją pierwszą bramkę. W 1. division zadebiutował 10 września 2020 w meczu przeciwko Hobro IK (1:1), w którym zdobył swoją pierwszą bramkę w lidze. W sezonie 2020/21 jego zespół zajął pierwsze miejsce w tabeli i awansował do Superligaen, a on sam został królem strzelców 1. division, z wynikiem 23 goli w 30 meczach.

### Suwon Samsung Bluewings
5 stycznia 2022 został zawodnikiem Suwon Samsung Bluewings.

## Statystyki
(aktualne na dzień 1 lutego 2022)
| Klub               | Sezon              | Liga               | Liga  | Liga   | Puchar kraju | Puchar kraju | Suma  | Suma   |
| Klub               | Sezon              | Liga               | Mecze | Bramki | Mecze        | Bramki       | Mecze | Bramki |
| ------------------ | ------------------ | ------------------ | ----- | ------ | ------------ | ------------ | ----- | ------ |
| Aalborg BK         | 2016/17            | Superligaen        | 12    | 0      | 2            | 1            | 14    | 1      |
| Aalborg BK         | Ogólnie            | Ogólnie            | 12    | 0      | 2            | 1            | 14    | 1      |
| Hobro IK           | 2017/18            | Superligaen        | 14    | 2      | 4            | 5            | 18    | 7      |
| Hobro IK           | 2018/19            | Superligaen        | 25    | 0      | 3            | 2            | 28    | 2      |
| Hobro IK           | Ogólnie            | Ogólnie            | 39    | 2      | 7            | 7            | 46    | 9      |
| Skive IK           | 2019/20            | 1. division        | 31    | 14     | 2            | 0            | 33    | 14     |
| Skive IK           | Ogólnie            | Ogólnie            | 31    | 14     | 2            | 0            | 33    | 14     |
| Viborg FF          | 2020/21            | 1. division        | 30    | 23     | 2            | 2            | 32    | 25     |
| Viborg FF          | 2021/22            | Superligaen        | 17    | 6      | 1            | 0            | 18    | 6      |
| Viborg FF          | Ogólnie            | Ogólnie            | 47    | 29     | 3            | 2            | 50    | 31     |
| Ogólnie w karierze | Ogólnie w karierze | Ogólnie w karierze | 129   | 45     | 14           | 10           | 143   | 55     |

## Sukcesy

### Viborg FF
- Mistrzostwo 1. division (1×): 2020/2021

### Indywidualne
- Król strzelców 1. division (1×): 2020/2021 (23 gole)[15]